# Martia Atinia
Lex Martia Atinia va ser una llei romana que establia la possibilitat de negociar amb el rei Filip V de Macedònia els termes de la pau, una vegada el romans havien aconseguit la victòria. La van proposar els tribuns de la plebs Quint Marci Rex i Gai Atini Labeó l'any 196 aC, quan eren cònsols Marc Claudi Marcel i Luci Furi Purpuri.